# 斑點擬蛇䲁
斑點擬蛇䲁（學名：Ophiclinops pardalis），為輻鰭魚綱䲁形目胎䲁科擬蛇䲁屬的一個種，分布於東印度洋澳洲南部海域，深度13至15公尺，本魚體細長，體淺棕色，帶有雜色斑點，頭頂上有一條較淺的中背部條紋，沿著背鰭基部延伸，每隻眼睛的後緣正下方有一條稍寬且較深的棕色條紋，頭部從每隻眼睛的後緣有兩條或三條深色條紋，下方兩條條紋形成的寬邊緣，背鰭硬棘52-55枚、背鰭軟條1枚、臀鰭硬棘2枚、臀鰭軟條38-41枚，體長可達7公分，棲息在海草生長的礁石區，雌魚產附著性卵，雄魚會守護卵，幼魚為浮游性，生活習性不明。